# Lütje Hörn

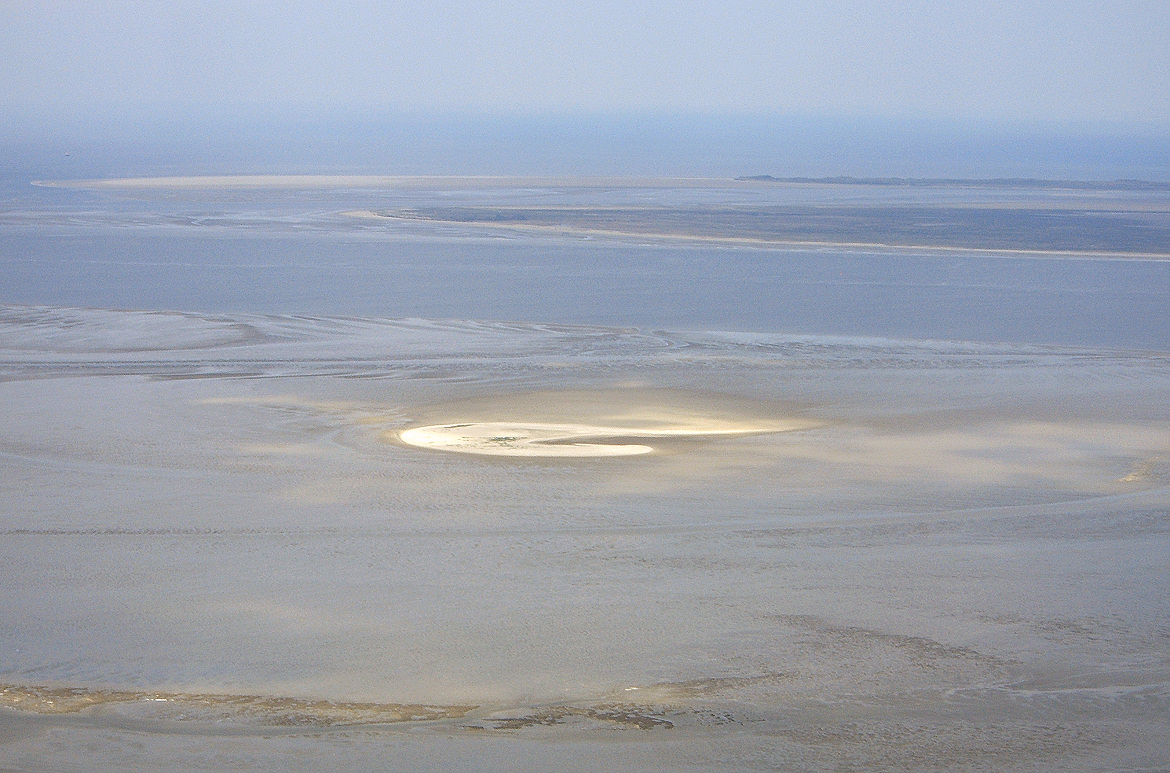
Lütje Hörn 2008 från söder, i bakgrunden Memmert och Juist.

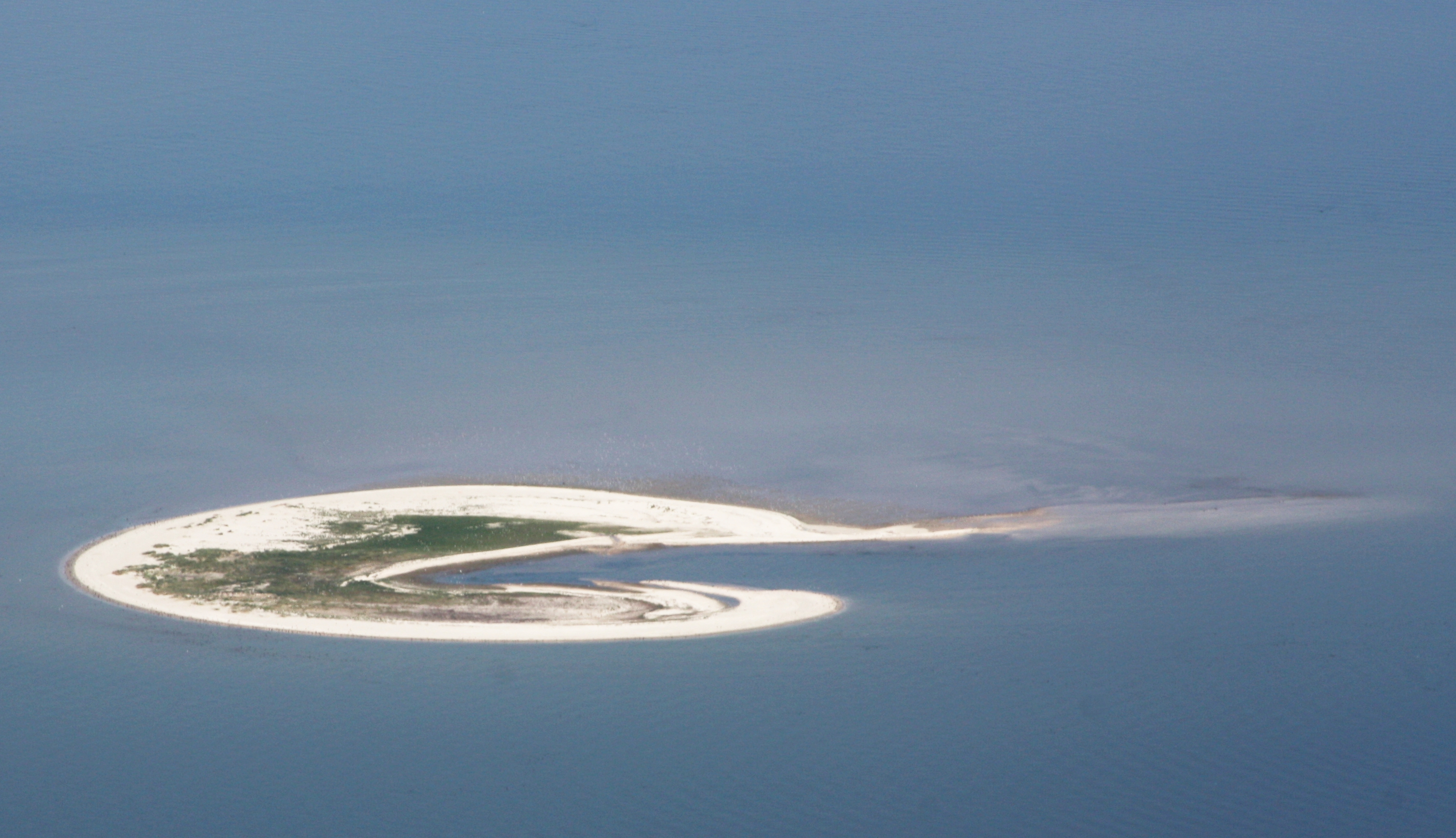
Lütje Hörn 2010.

Läget för Lütje Horn på de ostfrisiska öarna.

Lütje Hörn är en obebodd ostfrisisk ö, belägen i ostfrisiska Randzelwatt.

## Historia
Lütje Hörn omnämndes första gången 1576 i en seglingsanvisning som "Hooghe Hörn". Sedan 1859 finns ön med på topografiska kartor.

## Geografi
Till skillnad från alla andra ostfrisiska öar har Lütje Hörn en långsträckt form i nord-sydlig riktning. Detta beror på öns läge i floden Ems östra mynningsarm (Osterems). Sedan ön först omnämndes i dokumenten har den rört sig cirka två kilometer längre åt sydost. Bara mellan 1961 och 1999 flyttade sig ön drygt 600 meter åt öster och 150 meter åt söder.
På grund av erosion har Lütje Hörn kontinuerligt förlorat yta under flera år och är nu bara en sandbank. Öns storlek var fortfarande relativt stabil under första hälften av förra seklet: 1891 var den 61 hektar och 1937 54 hektar. År 1957 var det översvämningsfria området 58 hektar. Stormfloden i februari 1962 orsakade betydande markförluster och erosion av sanddyner, och ytterligare förluster orsakades av stormfloden 1989/1990. 1987 var området ovanför medelhögvattenstånd endast 23 hektar, några år senare endast omkring 11 hektar. Enligt NLWKN (Niedersachsens vattenförvaltning, kustskydds- och naturvårdsmyndighet) hade Lütje Hörn sommaren 2006 fortfarande ett översvämningsfritt område på cirka 6,5 hektar.

## Tillhörighet
Den obebodda ön tillhör inte någon kommun, utan utgör ett kommunfritt område som heter Insel Lütje Hörn. Lütje Hörn är det minsta kommunfria området i Tyskland. Ön utgör ett fågelskyddsområde i zon I i Nationalpark Niedersächsisches Wattenmeer och får endast beträdas med tillstånd från nationalparksförvaltningen.

## Flora
På Lütje Hörn har dynernas utveckling hittills bara nått upp till enskilda unga sekundärdyner på norra delen av ön. De steg upp till 1,5 meter över MThw 1989, men sjönk tillbaka avsevärt 1990 på grund av effekterna av kraftiga stormfloder. Huvuddelen av ön består dock av stora dyner i söder och den omfattande "mellansanden" mellan de två dynområdena. År 1989 fanns det fortfarande inslag av sältor, men 1990 fanns det inte längre kvar.
I samband med den ständiga minskningen av arealen har även antalet växtarter minskat avsevärt. Medan den största växten på ön 1988 var en fläder-buske tillsammans med strandråg och saltträskflora År 2006 fanns det inte längre mycket växttillväxt att se.
Många rötter sparades dock så att växterna kan återhämta sig under år med låga stormfloder.
Av de tidigare sekundära dynelementen finns ingenting kvar, bara primära dynfält på ca 3,5 hektar och små rester av saltängar.

## Fauna
De vanligaste fåglarna som häckar på Lütje Hörn är silltrut, ejder och strandskata. Mellan 1994 och 2006 halverades antalet häckande par på ön. 
Ett ovanligt beteende som förekommer på ön är skarv, som vanligtvis häckar i träd men på ön utvecklats till en markhäckande fågel. Det här beror på bristen på större träd och frånvaron av människor och hundar.
Både kortvingade getingar, spindeldjur och jordlöpare kan förekomma på ön.

## Övrigt
I boken Die Nordseeküste, Teil II, Elbe bis IJsselmeer. av Karlheinz Neumann (1983), rapporteras om en båk på Lütje Hörn. Denna fyr togs bort 1984.